# Крапивное (Яковлевский район)
Крапивное — село в Яковлевском районе Белгородской области России.
Входит в состав Быковского сельского поселения.

## География
Расположено на левом берегу реки Ворскла севернее административного центра — села Быковка и граничит с ним по реке Смородинка. Через село проходит автомобильная дорога.

### Улицы
- пер. Зелёный
- ул. Зелёная
- ул. Набережная
- ул. Чибисовка

## Население
| 2002 | 2010 |
| ---- | ---- |
| 101  | ↗159 |